# Arrigo Pola
Arrigo Pola (* 5. Juli 1919 in Finale Emilia bei Modena; † 3. November 1999 in Modena) war ein italienischer Opernsänger (Tenor) und Gesangspädagoge, der vor allem als Lehrer von Luciano Pavarotti bekannt wurde. Als Tenor sang Pola unter anderem als Partner der Sopranistinnen Maria Caniglia, Victoria de los Ángeles, Renata Tebaldi und Maria Callas. Er war Professor an der Tokyo National University of Fine Arts and Music, und von 1957 bis 1965 Direktor der „Fujiwara Opera Company“ in Tokio.

## Leben
Arrigo Pola wurde am 5. Juli 1919 in Finale bei Modena (Reggio-Emilia) in Italien geboren. Seine Familie übersiedelte 1925 nach Modena. Dort ging der junge Arrigo Pola vormittags in die Grundschule und arbeitete nachmittags in einer Bar, um die Finanzen seiner Familie aufzubessern. Dann folgte die Ausbildung zum Musiker (Trompeter) am Liceo Musicale „Orazio Vecchi“. Dort wurde seine Tenor-Stimme entdeckt, und er studierte Opern-Gesang in der Klasse von Mercedes Aicardi. 1940 gewann er, zusammen mit dem jungen Bass Cesare Siepi und der Mezzosopranistin Fedora Barbieri den nationalen Opern-Gesangswettbewerb. Nachdem er in die italienische Armee eingezogen worden war, spielte er Trompete und sang bei der „Raul Oskar Iotti Band“. Ab 1943 setzte er sein Studium bei Professor Bertazzoni und Professor Barbieri fort und studierte Opern-Partien mit dem jungen Pianisten und Dirigenten Leone Magiera ein, dem späteren Mann und Korrepetitor von Mirella Freni, sowie Luciano Pavarotti.
Am 21. Juni 1945 debütierte Pola mit großem Erfolg am Teatro Communale in Modena als Mario Cavaradossi in Tosca von Giacomo Puccini. Er sang dann den Pinkerton (eine seiner Paraderollen) in Madama Butterfly zusammen mit Mafalda Favero, Alfredo in La traviata zusammen mit Margarita Carosio und den Herzog von Mantua im Rigoletto, zusammen mit Tito Gobbi.
1947 debütierte Arrigo Pola an der Mailänder Scala als Faust in Faust von Charles Gounod, an der Seite von Renata Tebaldi als Margarethe und Cesare Siepi als Méphistophélès, unter der Leitung von Antonino Votto.
Es folgte eine rasche Karriere mit wichtigen Verpflichtungen, wie der Aufführung der Messa di Requiem von Gaetano Donizetti unter der Leitung von Gianandrea Gavazzeni, Jubiläumsaufführungen von La Fiamma von Ottorino Respighi am Gran Teatre del Liceu von Barcelona und am Teatro Colón in Buenos Aires, Jubiläumsaufführungen von Adriana Lecouvreur von Francesco Cilea am Teatro Municipale von Reggio Calabria (mit Maria Caniglia) und Jubiläumsaufführungen von La Gioconda von Amilcare Ponchielli in seiner Paraderolle als Enzo Grimaldo.
Die 1951 am Teatro Reggio di Parma produzierte La traviata von Giuseppe Verdi zu dessen 50. Todestag mit Maria Callas als Violetta und Arrigo Pola als Alfredo brachte ihm großen Erfolg, aber auch Konflikte mit „La Divina“ und deren Gatten Giovanni Battista Meneghini, was seiner Karriere in Italien schadete.
Im Sommer 1951 sang er die Rolle des Enzo Grimaldo in einer Reihe Vorstellungen von La Gioconda in den Caracalla-Thermen in Rom, dazwischen auch eine Gala-Vorstellung für die italienische Regierung und den offiziellen Staatsgast, den Präsidenten der Philippinen.  Arrigo Pola wurde am nächsten Tag zu einer Audienz gebeten und erhielt zwei hochdotierte Angebote, als Erster Tenor an der Oper oder als Professor am Konservatorium in Manila. Zusammen mit seiner Frau entschied er sich, das philippinische Angebot anzunehmen, und er übersiedelte mit seiner Familie nach Manila, wo er drei Jahre blieb.
In Manila sang er in Il trovatore von Verdi, La Bohème von Puccini, Manon von Massenet, Cavalleria rusticana von Mascagni und Pagliacci von Leoncavallo. Dazu gab er viele Konzerte, auch mit Musik von philippinischen Komponisten (so genannte  tagalog kundiman - traditionelle Lieder). Er gastierte und unterrichtete auch in Hongkong und Tokio.
Zwischen 1954 und 1957 war er wieder in Modena, wo er unterrichtete und versuchte, sich erneut in Italien als Tenor durchzusetzen. Dies erwies sich wegen des Eklats mit Meneghini 1951 in Parma als schwierig. 1954 erhielt Pola Besuch von einem Bäcker namens Fernando Pavarotti und seinem 19-jährigen Sohn Luciano. Der Bäcker wollte wissen, ob die Tenorstimme seines Sohnes, der mit ihm im Chorale Rossini sang, ausreichte für eine Ausbildung zum professionellen Opernsänger. Wie später Arrigo Pola berichtete, wusste er nach einem etwa 15-minütigen Probesingen, dass er einem Supertalent gegenüberstand. Er entschied sich spontan, dem mittellosen Jungen und seiner Familie zu helfen und gab dem jungen Luciano unentgeltlich fast jeden Tag Unterricht, bis er 1957 mit der Familie nach Japan reiste. Später sagte Luciano Pavarotti, auch vor laufender Kamera für den TV-Film Pavarotti and the Italian Tenor: „If it had not been for my dear teacher Arrigo Pola, I would not be what I am today.“ (Gäbe es nicht meinen lieben Lehrer Arrigo Pola, ich wäre nicht das, was ich heute bin).
1957 erhielt Arrigo Pola einen Ruf als Professor an die Tokyo National University of Fine Arts and Music (heute Tokyo University of the Arts - Tokyo Geijutsu Daigaku) mit der Bedingung, dass er die japanische Sprache beherrschte. Er nahm den Ruf an und übersiedelte mit seiner Frau nach Japan. Er sicherte die Weiterbildung des jungen Pavarotti bei dem Gesangslehrer, Pianisten und Korrepetitor Ettore Campogalliani, blieb aber als Mentor mit Luciano Pavarotti in Kontakt und war später Juror beim Pavarotti International Vocal Competition.
Pola wirkte bis 1965 als Professor und dann als Dekan in der Abteilung für europäischen Gesang der Tokyo National University of the Fine Arts and Music. Daneben war er von 1957 bis 1965 künstlerischer Leiter der Fujiwara Opera Company und trat weiterhin als Tenor in Opernproduktionen und Konzerten in Tokio und anderen japanischen Städten auf.
In der ersten Schwarz-Weiß-Verfilmung von Madama Butterfly durch die japanische Rundfunk- und Fernsehgesellschaft NHK übernahm er die Rolle des Pinkerton. Für seine Verdienste um die Kultur in Japan, erhielt er vom Tennō Hirohito die höchste Auszeichnung, die ein in Japan lebender Ausländer bekommen konnte.

## Diskografie
- „Il Mito Dell Opera“ Bongiovanni; CD, 2008; Label: Phantom; Anita Cerquetti und Arrigo Pola
- "Arrigo Pola. Berühmte Tenor-Arien"; CD, 1993; Label: ZYX-MUSIC; Arrigo Pola, Kioko Tzukada; Orchestra of Tokyo National University of Arts, Dir. Franco Capuana

## Filmografie
- Pavarotti and the Italian Tenor. DECCA VHS 1995 mit Luciano Pavarotti, Leone Magiera, Arrigo Pola, Rossini Chorale, Polygram Video